# Martha Washington
Martha Dandridge Custis Washington (New Kent County (Virginia), 2 juni 1731 - Fairfax County (Virginia), 22 mei 1802) was de echtgenote van George Washington en de eerste first lady van de Verenigde Staten.

## Biografie
Martha Dandridge werd geboren in 1731 op een plantage nabij Richmond. Ze groeide op zonder formeel onderwijs te volgen. In 1750 trouwde Martha (18 jaar) met de 20 jaar oudere Daniel Parke Custis, een huwelijk dat 7 jaar zou duren totdat Custis overleed en haar een fortuin naliet. Zij had uit dit huwelijk vier kinderen, van wie er nog twee in leven waren toen zij (27 jaar) in 1759 hertrouwde, nu met de jonge kolonel George Washington (26 jaar). Met hem kreeg zij geen kinderen. In 1773 en 1781 maakte ze het overlijden van haar laatste twee kinderen mee.
Martha volgde haar man tijdens de onafhankelijkheidsoorlog vanaf 1776 en vijzelde in zekere mate het moreel van de Amerikaanse troepen op. In 1789 werd George de eerste president van de Verenigde Staten. Martha was daar tegen maar oefende loyaal haar taken als first lady uit. Na twee ambtstermijnen trokken George en Martha zich terug op hun landgoed Mount Vernon, waar Martha in 1802, drie jaar na George, overleed. Ze werd 70 jaar. Evenals haar man werd Martha op het landgoed begraven.